# البرج (فلم)
البرج، (بالنرويجية: Tårnet) فيلم رسوم متحركة للمخرج النرويجي ماتس غرورد، من إنتاج شركة ماد دستربيوشن صدر عام 2018، ويعد أول فيلم يقدّم قصة فلسطينية تُحكى من خلال الدمى المدمجة بالتقنيات الحديثة.

## قصة الفيلم
يحكي الفيلم في 70 دقيقة قصة لجوء شعب عاش في المخيمات بعد تعرّضه لمطاردة وحشية من قبل مستعمِر استيطاني استخدم العنف منذ اليوم الأول لطرد السكان الأصليين وإحلال سكان محلهم. يحكي الفيلم قصة الطفلة «وردة»؛ وهي طفلة تمثل الجيل الرابع من لاجئي نكبة عام 1948، وتعيش في مخيم برج البراجنة الواقع في العاصمة اللبنانية بيروت، ويسلمها جدها ذات يوم مفتاح بيته في فلسطين.

## إنتاج الفيلم
عاش المخرج النرويجي ماتس غرورد سنة كاملة في مخيم برج البراجنة للاجئين الفلسطينيين في ضاحية بيروت الجنوبية، ليقرر في ما بعد إخراج فيلم كرتون يحاكي واقع اللاجئين الفلسطينيين، وقد استغرق إنجاز العمل سبع سنوات.

## عرض الفيلم
عرض الفيلم لدى صدوره في عدة مهرجانات، منها المهرجان الدولي لأفلام الأطفال بشيكاغو، ومهرجان القاهرة السينمائي، والمهرجان الدولي للفيلم بمراكش، ومهرجان لندن فلسطين السينمائي، وأيام فلسطين السينمائية، ومهرجان آنسي الدولي لأفلام التحريك بفرنسا، ومهرجان الفيلم العربي في فاماك بفرنسا، ومهرجان بوسان السينمائي الدولي، ومهرجان هلسنكي السينمائي الدولي، ومهرجان السينما الأوروبية بإشبيلية، وأيام القاهرة السينمائية، ومهرجان سان سابستيان لأفلام حقوق الإنسان في إسبانيا، ومهرجان متروبوليس لسينما الشباب، كما عرض الفيلم في متحف في بوسطن. عرض الفيلم كذلك في مخيمات اللاجئين الفلسطينيين في لبنان في سلسلة من العروض بحضور المخرج، نظمها مركز «الجنى» مع مؤسسة «التعاون» و«متروبوليس» والشركة المنتجة«ماد سوليوشن».

## جوائز
- 2018، حصل البرج على جائزتين خلال مشاركته في المهرجان الدولي لأفلام الأطفال بشيكاغو وهما جائزة ليف أولمان للسلام وجائزة لجنة التحكيم لثاني أفضل فيلم تحريك.[5]
- عام 2019، في مهرجان مونسترا في لشبونة، نال الفيلم جائزة أفضل موسيقى تصويرية وجائزة لجنة التحيكم الخاصة.[6]

## روابط خارجية
- مقالات تستعمل روابط فنية بلا صلة مع ويكي بيانات